# Vidim
Vidim (en allemand : Widim) est une commune du district de Mělník, dans la région de Bohême-Centrale, en République tchèque. Sa population s'élevait à 122 habitants en 2020.

## Géographie
Vidim se trouve dans le parc paysager de Kokořínsko-Macha, à 11 km à l'est de Štětí, à 14 km au nord-nord-est de Mělník et à 45 km au nord de Prague.
La commune est limitée par Medonosy à l'ouest et au nord-ouest, par Dobřeň au nord-est et à l'est, par Kokořín à l'est, par Želízy au sud et par Tupadly au sud-ouest.

## Histoire
La première mention écrite de la localité date de 1318.